# Sony Music Group
Sony Music Group (SMG) este compania americană care controlează afacerile de case de discuri și edituri de muzică deținute de Sony Group Corporation cu sediul în Japonia și gestionată de Sony Entertainment. Este una dintre companiile mari de muzică "Big Three". A fost înființată pe data de 1 august 2019, cu sediul în New York și un birou în Culver City, California.
Ea controlează întreaga afacere de muzică în afara Japoniei prin intermediul subsidiarelor sale americane Sony Music Entertainment și Sony Music Publishing.
Sony Music Group este a doua cea mai mare companie de muzică din lume după Universal Music Group.